# Жезл Аарона

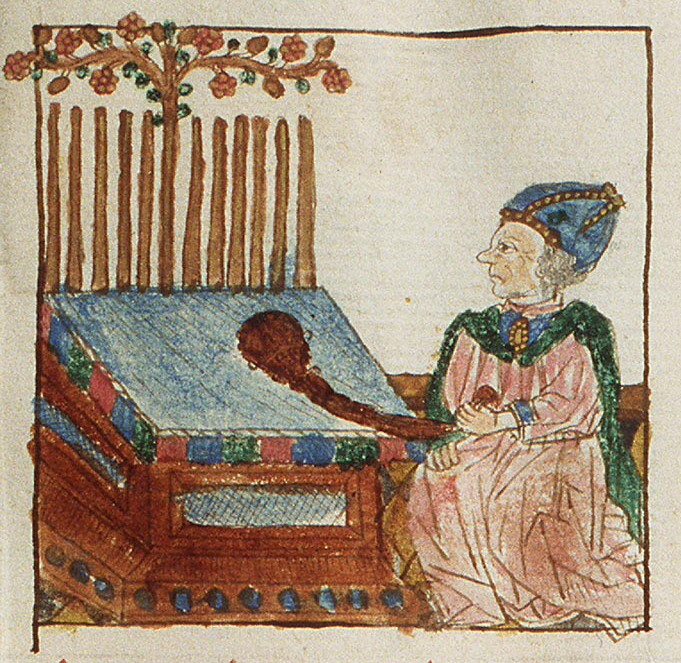
Аарон з розквітлим жезлом (мініатюра з Speculum humanae salvationis, 1450 р.)

Жезл Аарона — одна із священних речей Скинії. 

## Біблійна історія
Під час подорожі в пустелі деякі племена, невдоволені вибором Левійового племені на службу Богові, заявили про своє право на це місце. Щоб розв'язати суперечку, вирішили скористатися судом Божим, жезли всіх керівників племен поклали на ніч у Скинію. Вранці виявилось, що серед них жезл Аарона дав паростки і розцвів мигдалевим деревом, що й стало доказом богообраності левітів у їх священному призначенні Чис 17:1–8). На пам'ять про цю подію жезл Аарона був залишений у скинії, де він зберігався як свята реліквія перед Ковчегом.
Біблійна легенда про незапліднене плодовиношування стала причиною того, що в Середньовіччі мигдаль вважався символом незайманості. Жезл Аарона володів також іншими чудотворними властивостями. Наприклад, він міг перетворюватися на змію, з'їдаючи інших змій (саме це у свій час відбулося в Єгипті в палаці Фараона).

## У християнстві
Оповідь св. Єроніма про обрання Йосипа Обручника з числа претендентів на руку Діви Марії аналогічним жеребом з розквітлим жезлом є переробкою біблійної історії.
У християнській екзегетиці чудесно розквітлий Ааронів жезл вважається символом Богородиці і в цьому значенні часто трапляється в іконографії, в мініатюрах, монументальному живописі, іконах (католицька іконографія Богородиці), будучи атрибутом як Аарона, так і Йосипа. 
Згадується в християнській гімнографії.